# Ivaň (Olomouc)
Ivaň é uma comuna checa localizada na região de Olomouc, distrito de Prostějov.